# Zielonka (gmina Cekcyn)
Zielonka (niem. Wiesenzeile w latach 1943–1945) – wieś w Polsce położona w województwie kujawsko-pomorskim, w powiecie tucholskim, w gminie Cekcyn.
W latach 1975–1998 miejscowość należała administracyjnie do województwa bydgoskiego. Według Narodowego Spisu Powszechnego (III 2011 r.) liczyła 317 mieszkańców. Jest trzecią co do wielkości miejscowością gminy Cekcyn.
W roku 1943 administracja niemiecka wprowadziła dla tej miejscowości nazwę okupacyjną Wiesenzeile.